# Nancye Wynne Bolton
Nancye Wynne Bolton, właśc. Nancye Meredith Wynne Bolton (ur. 2 grudnia 1916 w Melbourne, zm. 9 listopada 2001) – australijska tenisistka.
Sześciokrotna zwyciężczyni mistrzostw Australii w grze pojedynczej (drugi wynik w kraju, po Margaret Smith Court, która wygrywała jedenaście razy). Zdobyła także 10 tytułów deblowych i 4 w grze mieszanej. Wpisana do Międzynarodowej Tenisowej Galerii Sławy w 2006 roku.